# Nil

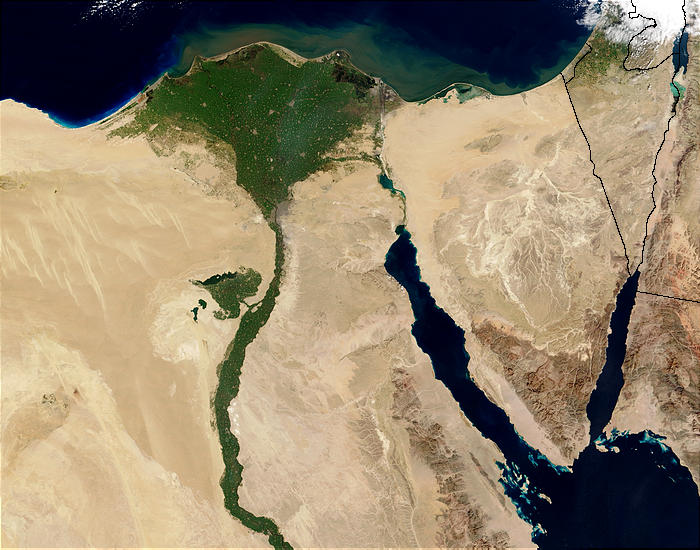
Delta Nilu – zdjęcie satelitarne

Nil (arab. نهر النيل, Nahr an-Nīl; ang. Nile) – najdłuższa rzeka na Ziemi (według niektórych źródeł najdłuższa jest Amazonka i ta wersja pojawia się coraz częściej w nowych opracowaniach) w środkowej i północno-wschodniej Afryce, przecinająca wszystkie strefy klimatyczne kontynentu. Płynie na obydwu półkulach; współrzędne źródła: 2°16′55.92″ S, 29°19′52.32″ E, ujście – 31° N. Licząca prawie 3 mln km² powierzchnia dorzecza ustępuje na kontynencie afrykańskim jedynie dorzeczu rzeki Kongo.

## Historia
Życie starożytnych Egipcjan skupiało się wokół delty i doliny dolnego Nilu. Pierwszą próbę odnalezienia źródeł rzeki podjęto w Egipcie już za czasów Nerona w 54-68 r. n.e. Zarówno ona jak i szereg prób podejmowanych później były tak bezowocne, że jeszcze w starożytności narodziło się przysłowie caput Nili quaerere (pol. szukać źródeł Nilu), oznaczające czynność z góry skazaną na niepowodzenie.
W latach 1836–1838 austriacki geolog i podróżnik Joseph Russegger kierował wyprawą naukową, która posuwając się w górę Nilu, dotarła aż do Sudanu, do 10° szerokości geograficznej północnej, gdzie dotąd nie stanęła jeszcze stopa białego człowieka. W składzie tej wyprawy był m.in. urodzony w Ustroniu austriacki botanik Theodor Kotschy, który w 1839 roku sam zorganizował wyprawę, mającą dotrzeć do źródeł Nilu. Cel nie został osiągnięty (głównie z powodu wycofania się sponsorów), chociaż ekspedycja dotarła do 4° szerokości geograficznej północnej, zaledwie 450 km od Jeziora Wiktorii.
Pierwszymi podróżnikami, którzy dotarli w 1863 roku w okolice Jeziora Wiktorii byli Richard Burton i John Speke. Zaplanowali oni swoją ekspedycję od strony jeziora Tanganika, odwrotnie niż robiono to dotychczas. Wyprawa narodziła hipotezę, iż Nil wypływa z Jeziora Wiktorii. Speke wysłał wówczas słynny, zwięzły telegram do Królewskiego Towarzystwa Geograficznego w Londynie o treści: The Nile is settled! (Nil ustalony!). Kolejnym podróżnikiem, który odkrył Lualabę, początek Konga, mylnie uznawany za początek Nilu, był David Livingstone. Rzeczywiste źródło Nilu odnalazł Henry Morton Stanley, który dzięki dokładnym badaniom wokół Jeziora Wiktorii, odnalazł Kagerę.
Polskim podróżnikiem związanym z Nilem był Leon Cienkowski. W 1847 r. dotarł do górnego biegu Nilu Białego.

## Bieg Nilu

### Nil górny
Źródłową rzeką Nilu jest licząca około 420 km długości Kagera, mająca swój początek w miejscu połączenia się rzek Nyawarongu, mającej początek w Rwandzie i Ruvuvu, wypływającej w Burundi. Kagera przecina wyżynne obrzeża Wielkiego Rowu Zachodniego. Płynie na podłożu wulkanicznym i napotykając liczne progi skalne, tworzy wodospady. Po pokonaniu 400 km uchodzi do Jeziora Wiktorii, kilkadziesiąt kilometrów na północ od miasta Bukoba, z którego na północ wypływa jako Nil Wiktorii. Rozpoczyna swój bieg w północnej części cieśniny Rosebery, oddzielającej wyspę Buvuma od ugandyjskiego brzegu jeziora, a następnie płynie na północny zachód po krystalicznym podłożu, tworząc imponujące kaskady wodne. Dwie z nich mają postać potężnych wodospadów – Ripon i Owena. Po 200 km Nil Wiktorii wpływa do błotnistego jeziora Kioga. Następnie płynie do Jeziora Alberta, przed którym tworzy Wodospad Murchisona. Wypływając z jeziora, nosi nazwę Nilu Alberta. Dalej opuszcza obszar Wyżyny Afrykańskiej i kieruje się na północ.

### Kotliny
Nil Alberta kieruje się niemal prosto na północ wąską doliną Nimule. Po kilkuset kilometrach zatacza łuk i zaczyna płynąć na północny zachód. W tym miejscu wpada do niego jako prawy dopływ Aswa. Rzeka zaczyna płynąć na północ pod nazwą Nil Górski (Bahr al-Dżabal). Na tym odcinku koryto rzeki jest żeglowne dla większych statków. Poniżej miejscowości Dżuba wpływa na teren Kotliny Sudanu Wschodniego, a następnie pomiędzy 7 a 9°N wpada do kompleksu bagien As-Sudd i rozgałęzia się na liczne odnogi. Wysoka temperatura powietrza w porze suchej sprawia, że Nil Górski niemal całkowicie znika z powierzchni ziemi jako samodzielna rzeka. Na tym odcinku Nil Górski traci około 2/3 zasobów wody. W Sudanie Południowym przyjmuje duży lewy dopływ Bahr al-Ghazal. Dzięki niemu staje się potężną rzeką i od tego momentu nosi nazwę Nil Biały (Al-Bahr al-Abjad). Początkowo płynie on równoleżnikowo na wschód. Dopiero po wchłonięciu prawego dopływu Sobat, zaczyna płynąć na północ. Następnie podąża przez wyschniętą równinę stanowiącą wschodni skraj Sahary i dociera do stolicy Sudanu, Chartumu. W Chartumie łączy się ze swoim największym dopływem – Nilem Błękitnym (Al-Bahr al-Azraq). Poniżej ujścia Nilu Błękitnego rzeka aż do ujścia płynie jako Nil. Wkracza na obszar wyżyny Bajuda, gdzie przyjmuje kształt przypominający literę „S”. W miejscu, w którym napotyka skały tarczy saharyjskiej, tworzy katarakty. Na tym odcinku występuje ich sześć, oznaczonych cyframi rzymskimi w porządku rosnącym w górę rzeki. Są one spławne tylko w okresie wysokiego poziomu wody. Ostatnim większym dopływem Nilu jest Atbara. W dalszej części Nil pokonuje ponad 2500 km przez pustynną część Sahary. W dolnym biegu rozszerza się, a przy ujściu do Morza Śródziemnego tworzy rozległą deltę.

### Delta
Nil wpływa do Morza Śródziemnego rozległą deltą o powierzchni 22 000 km². Zaczyna się ona na przedmieściach Kairu, które od morza oddziela 175 km utworzonego przez rzekę lądu. Wzdłuż wybrzeża delta osiąga szerokość 220 km. Nil rozdziela się na dwa ramiona:
- wschodnie – Damiettę o długości 240 km
- zachodnie – Rosettę o długości 325 km

Delta Nilu jest silnie zaludniona i zagospodarowana. Dzięki namułom użyźniającym glebę, dużą powierzchnię zajmują uprawy trzciny cukrowej, bawełny, pszenicy oraz ryżu.
W roku 2021 zapowiedziano budowę Nowej Delty Nilu. Koszt przedsięwzięcia wynosi ok. 5,2 miliarda dolarów.

## Nil w Biblii
Rzeka Nil wymieniona została w Starym Testamencie m.in. w wyjaśnieniu przez Józefa snów faraona, ocalenia rodaków Mojżesza, serii 10 plag egipskich i w opisach Egiptu.